# Desaguadero (ort i Argentina)
Desaguadero är en ort i Argentina.   Den ligger i provinsen Mendoza, i den centrala delen av landet, 800 km väster om huvudstaden Buenos Aires. Desaguadero ligger 461 meter över havet och antalet invånare är 520.
Terrängen runt Desaguadero är platt. Runt Desaguadero är det glesbefolkat, med 9 invånare per kvadratkilometer..
Omgivningarna runt Desaguadero är i huvudsak ett öppet busklandskap.